# Kieron Dyer
Kieron Dyer, né le 29 décembre 1978 à Ipswich, est un ancien footballeur international anglais qui évoluait au poste de milieu de terrain.

## Biographie
En avril 2005, il se fait expulser avec son coéquipier Lee Bowyer après que les deux joueurs de Newcastle United se soient battus en plein match.
En juillet 2007, il est annoncé partant de Newcastle afin de se rapprocher de ses enfants habitant à Ipswich.
Son transfert vers West Ham est annoncé pour 8 millions d'euros le 2 août 2007 avant d'être aussitôt annulé par le club de Newcastle dont le Président, Mike Ashley, réclame 3 millions d'euros de plus pour vendre le joueur.
Le 16 août 2007, le transfert du joueur vers West Ham pour un montant de 11 millions d'euros est finalement annoncé sur le site officiel de Newcastle United.
Le 28 août 2007, soit 12 jours après son arrivée au club, il est victime d'une double fracture tibia-péroné à la suite d'un tacle d'un défenseur de Bristol Rovers lors d'un match de Coupe de la Ligue (2-1). Son indisponibilité est estimée à six mois minimum.
Le 11 mars 2011, il revient à Ipswich, prêté par West Ham pour un minimum d'un mois. Après un mois de présence et quatre matchs disputés, il est rappelé à West Ham par Avram Grant.
En juillet 2011, il signe un contrat d'un an en faveur des Queens Park Rangers. Le 13 août 2011, il est titulaire lors de la première journée de Premier League face à Bolton (défaite 0-4). Il est victime d'une grave blessure au pied après seulement sept minutes de jeu qui l'éloigne des terrains durant l'intégralité de la saison. Le 21 mai 2012, il prolonge son contrat d'un an avec les Rangers. Son contrat est résilié le 8 janvier 2013, trois jours après avoir marqué son seul but pour QPR contre West Bromwich Albion en Coupe d'Angleterre.
Le 31 juillet 2013, il annonce qu'il met un terme à sa carrière de footballeur.

## Palmarès
- Newcastle United
  - Vainqueur de la Coupe Intertoto en 2006.